# Gjesdal

Gjesdal község elhelyezkedése Rogaland megyében.

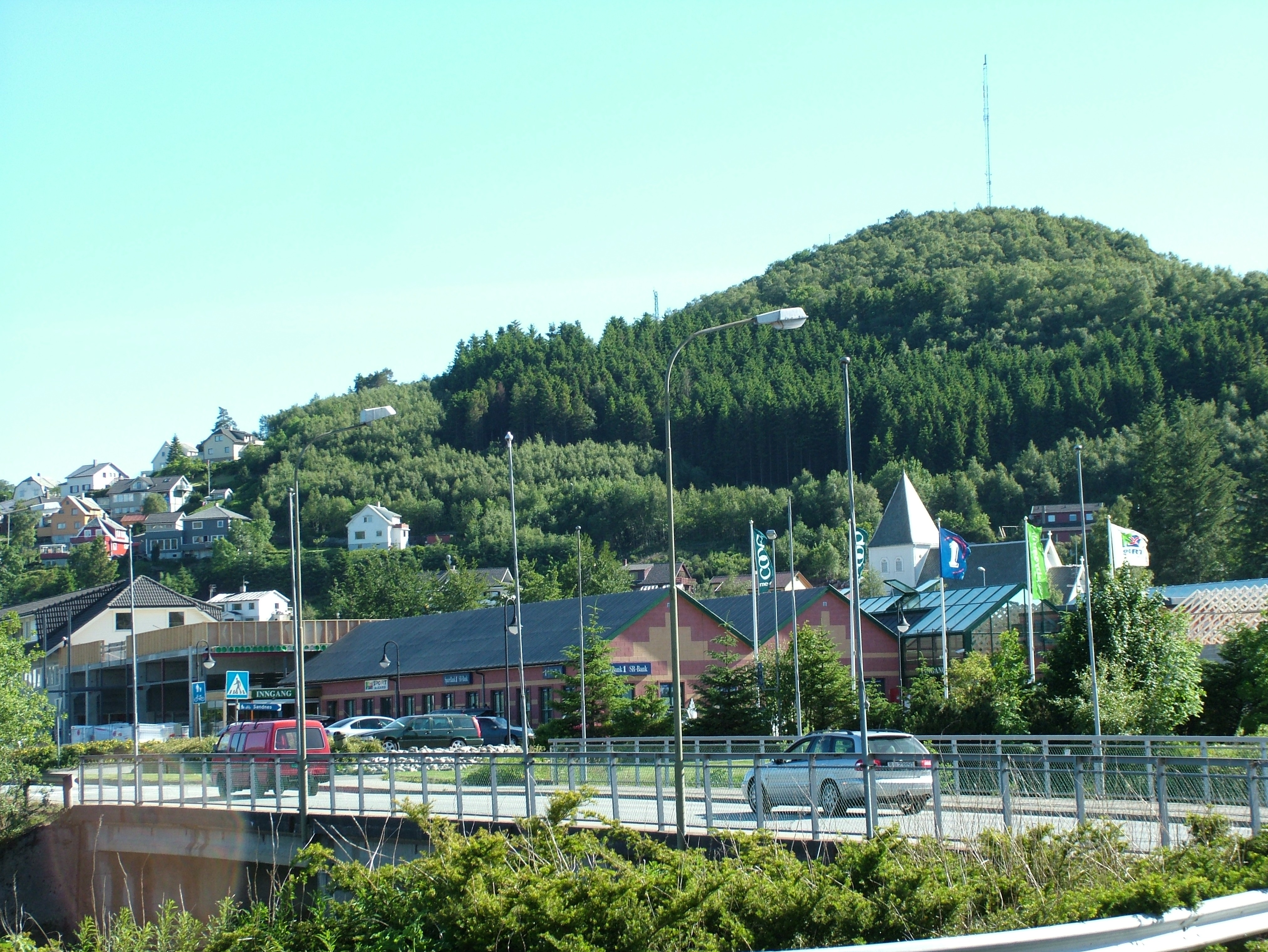
Gjesdal, 2005. június 30.

Gjesdal község címere.

Gjesdal község (norvégül kommune) Norvégia déli részében, Rogaland megyében (fylke).
Területe 559,9 km2, népessége 9969 (2009. január 1.).
Északnyugati szomszédja Sandnes község, északon Forsand, keleten Sirdal, délen Bjerkreim, nyugaton Time.
A község 1838-ban jött létre. 1965-ben beleolvadtak Bjerkreim, Forsand és Høle egyes részei.

## Neve
A község, eredetileg egyházközség a régi Gjesdal (óészaki Gesdalir) birtoktól kapta nevét, ahol a vidék első temploma épült. összetett szó, a Gjes előtag valószínűleg egy régi folyónév, az utótag a „völgy” jelentésű dalr többes számú alakja.

## Címere
Címerét 1985. március 15-én kapta. Birkafejet ábrázol, mivel a juhok tenyésztése és a textilipar a község legrégebbi iparai, amelyek a múltban nagy jelentőséggel bírtak Gjesdal számára.

## Története
Gjæsdal egyházközségből 1838. január 1-jén lett község (lásd: formannskapsdistrikt). Az 1835-ös népszámlálás szerint Gjesdalnak 862 lakosa volt.
1965. január 1-jén (amikor népessége 3353 fő volt), Gjesdalba olvadtak Forsand Frafjord, Dirdal, Byrkjedal, Øvre Maudal és Østabødal körzetei (621 lakos), a bjerkreimi  Nedre Maudal (40 lakos) és a hølei Oltesvik (37), jelentősen megnövelve a község területét.
1970. január 1-jén és 1989. január 1-jén némileg változtak határai a szomszédos Time községgel.

## Földrajza
Norvégia legnagyobb vízesése, a Månafossen a gjesdali Frafjord völgyben található.

## Híres lakói
- Finn E. Kydland, a közgazdasági Nobel-díj 2004-es nyertese.
- Dagny Mellgren labdarúgó a gjesdali Ålgårdból származik.

## Fordítás
- Ez a szócikk részben vagy egészben  a   Gjesdal című angol Wikipédia-szócikk ezen változatának fordításán alapul.  Az eredeti cikk szerkesztőit annak laptörténete sorolja fel. Ez a jelzés csupán a megfogalmazás eredetét és a szerzői jogokat jelzi, nem szolgál a cikkben szereplő információk forrásmegjelöléseként.